# 폴로노돈
폴로노돈(Polonodon)은 트라이아스기 후기 폴란드에 살았던 키노돈트이다. 폴로노돈의 화석은 턱에서 분리된 이빨 몇 조각 뿐이었다. 폴로노돈속에는 모식종인 폴로노돈 워즈니키엔시스 (Polonodon woznikiensis)가 속한다.